# Cinq incantations pour flûte
Cinq incantations pour flûte est une composition pour flûte seule d'André Jolivet. Composé en 1936, ce cycle de cinq pièces retrace le parcours social et religieux d'une existence, de la naissance à la mort.

## Présentation
Avec Mana (1935) et les Danses rituelles (1939), les Incantations, composées en 1936, constituent la « principale contribution de Jolivet à cette période dominée par l'aspect magique et incantatoire de la musique ».
L’œuvre est créée le 7 mai 1938 par Jan Merry à la Société nationale de musique à Paris.
Les Cinq incantations sont influencées par le nay, flûte tunisienne que le compositeur avait entendue durant un voyage en Afrique du Nord, et basées « sur la dimension répétitive propre à l'invocation, et mises en évidence par les récurrences régulières des phrases ».
L’œuvre, d'une durée moyenne d'exécution de dix-sept minutes environ, est constituée de cinq pièces qui « correspondent à cinq quêtes essentielles, toujours reliées par leur titre à une situation rendant compte de l'expression primitive de groupements humains » :
1. Pour accueillir les négociateurs, et que l'entrevue soit pacifique.
2. Pour que l'enfant qui va naître soit un fils.
3. Pour que la moisson soit riche qui naîtra des sillons que le laboureur trace.
4. Pour une communion sereine de l'être avec le monde.
5. Aux funérailles du chef, pour obtenir la protection de son âme.

À l'image des Danses rituelles, Jolivet retrace dans sa partition les « différentes étapes sociales et religieuses de l'existence dans un parcours de la naissance à l'après-mort ». Pour le musicologue Alain Poirier, les Cinq incantations sont une « œuvre essentielle qui a largement participé – avec celle de Varèse – au renouvellement du répertoire de la flûte solo qui s'opérera après 1945, [... et elles] restent probablement la partition de Jolivet qui a gardé son pouvoir expressif le plus intact ».
André Jolivet est l'auteur d'une autre Incantation pour flûte seule, publiée isolément en 1937, « Pour que l'image devienne symbole », créée l'année de sa composition par Jan Merry, mais qui ne sera pas intégrée au cycle. Cette incantation existe également transcrite par le compositeur sous deux autres formes, pour violon seul et pour ondes Martenot. 